# Vladimir Ghika
Vladimir Ghika (Costantinopoli, 25 dicembre 1873 – Jilava, 16 maggio 1954) è stato un diplomatico e presbitero rumeno, che dopo la sua conversione dall'ortodossia rumena al cattolicesimo, divenne sacerdote, morendo in carcere dopo il suo arresto da parte del regime comunista. Era membro della famiglia principesca fanariota Ghica, che governò Moldavia e Valacchia tra il XVII e il XIX secolo. È stato beatificato il 31 agosto 2013.

## Biografia

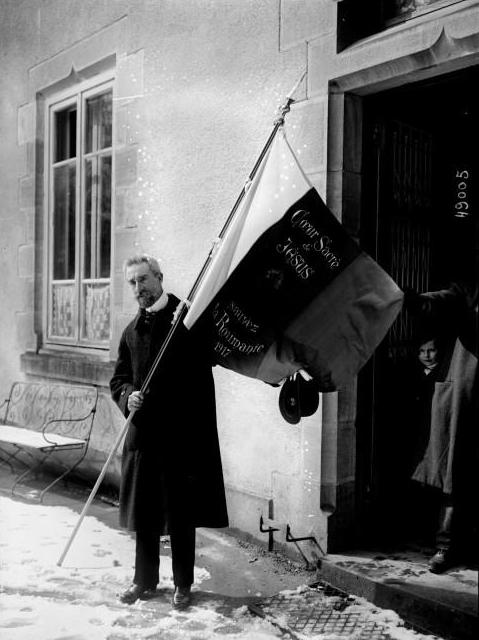
Il principe Ghika a Paray-le-Monial regge la bandiera del Sacro Cuore del Cattolicesimo in Romania (1917)

Vladimir Ghika (o Ghica, o anche Ghyka) nacque il giorno di Natale del 1873 a Costantinopoli (ora Istanbul - Turchia) dove il padre Giovanni Gregorio Ghika  era ministro plenipotenziario di Romania. Era figlio di Alessandrina Ghika, nata Alexandrine Moret de Blaremberg, e nipote dell'ultimo sovrano della Moldavia, il principe Gregorio V Ghika che regnò dal 1849 al 1856. Aveva quattro fratelli e una sorella: Gregorio, Alessandro, Giorgio - che morirono in tenera età -,  Ella – anch'essa morta giovane - e Demetrio Ghika (1875 - 1967).
Fu battezzato e cresciuto nella fede ortodossa. Dal 1878 la sua famiglia si stabilì in Francia a Tolosa, frequentando la comunità protestante per l'istruzione e la pratica religiosa perché nella zona non vi era alcuna chiesa ortodossa. Il motivo del soggiorno francese era di dare una buona educazione ai due figli minori. Dopo la laurea in diritto nel 1895 a Tolosa, frequentò la Facoltà di Scienze Politiche di Parigi. In parallelo frequentò corsi di medicina, botanica, arte, letteratura, filosofia, storia e diritto.
Soffrendo di angina pectoris, Ghika tornò in Romania, dove continuò i suoi studi fino al 1898 quando andò a Roma, dove seguì la Facoltà di Filosofia e Teologia dei Domenicani a Roma, l'Angelicum. Nel 1902 fece professione di fede cattolica, con l'opposizione della madre.
Voleva diventare prete o monaco, ma Pio X gli consigliò di abbandonare l'idea, almeno per un po', per dedicarsi all'apostolato come laico. Divenne un pioniere dell'apostolato dei laici. Tornato al paese, si dedicò alle opere di carità. Aprì il primo dispensario gratuito di Bucarest chiamato “Betlehem Mariae”, stabilì un grande sanatorio “San Vincenzo de Paoli”, fondò il primo ospedale gratuito in Romania e la prima ambulanza, diventando fondatore della prima opera di carità cattolica in Romania.
Partecipò ai servizi sanitari durante la guerra dei Balcani nel 1913 e si dedicò alla cura dei pazienti, senza timore del colera in Zimnicea.
Durante la prima guerra mondiale si occupò di missioni diplomatiche, delle vittime del terremoto di Avezzano, dei tubercolotici di un ospedale di Roma, dei feriti di guerra, passando dagli ambienti diplomatici ai più popolari con naturalezza sorprendente.
Il 7 ottobre 1923, all'età di quasi cinquanta anni, Vladimir Ghika fu ordinato sacerdote a Parigi dal cardinale Dubois, arcivescovo della città. Poco dopo l'ordinazione, la Santa Sede lo autorizzò a celebrare secondo il rito bizantino. Divenne così il primo sacerdote bi-rituale rumeno del vecchio regno. Fu nominato Rettore della Chiesa degli Stranieri a Parigi. Volendo rispondere alla sua vocazione missionaria andò nella periferia pericolosa di Parigi, a Villejuif, alla quale si donò cambiando lo spirito del quartiere. Nel 1930, ammalatosi, venne ritirato e altri due giovani sacerdoti fondano la parrocchia di Santa Teresa di Bambino Gesù.
Il 13 maggio 1931 il Papa nominò protonotario apostolico Ghika, riluttante ad accettare la nomina poiché al suo ingresso nel clero aveva fatto voto di non accettare dignità ecclesiastiche. Viaggiò in tutto il mondo: Bucarest, Roma, Parigi, Congo, Tokyo, Sydney, Buenos Aires. Per scherzo, Pio XI lo chiamerà "grande vagabondo apostolico".
Il 3 agosto 1939 tornò in Romania, dove lo colse la seconda guerra mondiale. Rifiutò di lasciare il paese per stare con i poveri e gli ammalati, e per poter aiutare e incoraggiare, per lo stesso motivo rimanendo in Bucarest quando iniziarono i bombardamenti degli Alleati.
Dopo che il comunismo prese il potere e il Re dovette lasciare il paese, Ghika rifiutò anche di prendere il treno reale per andare in esilio. Fu arrestato il 18 novembre 1952 a causa del suo impegno nel sostenere il legame della Chiesa cattolica in Romania con la Sede Apostolica, visto che il regime progettava la creazione di una Chiesa cattolica nazionale senza alcun legame con il Papa. Questo fu considerato alto tradimento. Perché rivelasse i collaboratori e le vie usate per mandare e ricevere la corrispondenza con Roma fu minacciato, picchiato a sangue e torturato, poi condannato a tre anni di carcere. Imprigionato a Jilava, il 16 maggio 1954, morì a causa del trattamento bestiale al quale era stato sottoposto.
È stato "un sacerdote, confessore, direttore spirituale, conferenziere, scienziato, diplomatico. Il suo lavoro si svolse in tutti gli ambienti, da teste coronate, capi di stato, politici, filosofi, artisti, scrittori, teologi, agli anarchici, occultisti, omosessuali e prostitute".
È stato un promotore in molti campi di attività oltre i confini confessionali e lo spirito del tempo, risultando un vero precursore dell'ecumenismo.

## Studi
- 1893 - Scuola di Tolosa (Francia)
- 1893 - 1895 - Facoltà di Scienze Politiche di Parigi; corsi di medicina, botanica, arte, letteratura, filosofia, storia e diritto, si ammala e torna in Romania, dove per due anni
- 1895 - 1898 - Ghika continua gli studi in privato
- 1898 - 1905 - Facoltà di Filosofia, Teologia presso i Domenicani a Roma (Angelicum) e ottiene la licenza in filosofia e il dottorato in teologia
- 1904 - 1906 - Salonicco continua a studiare filosofia e teologia

## Beatificazione
Monsignor Vladimir Ghika è stato proposto per la beatificazione da parte dell'Arcidiocesi di Bucarest, sulla base di un fascicolo con la sua biografia, presentata alla Congregazione per le Cause dei Santi in Vaticano. Il 27 marzo 2013 papa Francesco ha dichiarato Vladimir Ghika martire, permettendo la sua beatificazione per il 31 di agosto 2013.
In tale data la Messa di beatificazione è stata presieduta dal cardinale Angelo Amato, prefetto della Congregazione delle Cause dei Santi, nell'arena del Romexpo di Bucarest, concelebranti il cardinale André Vingt-Trois arcivescovo di Parigi, una ventina di vescovi e oltre cento sacerdoti, alla presenza di migliaia di persone, tra le quali rappresentanti della Chiesa ortodossa e delle istituzioni dello Stato.

## Opere
Pur avendo una grande cultura e grandi capacità, evitò di produrre scritti personali. Scrisse costretto dalle circostanze e necessità. Fece lavori di ricerca negli archivi vaticani, pubblicando alcuni dei risultati nella Revue Catholique. Scrisse articoli nelle riviste  Convorbiri Literare, La Revue Hebdomadaire, Les Études, Le Correspondant, La Revue des Jeunes, La Documentation Catholique. Era solito annotare le sintesi delle letture e meditazioni personali, che sono stati successivamente pubblicati in varie edizioni come Pensées pour la suite des jours. Ci sono state tramandate poche omelie, articoli, conferenze e pubblicazioni.

### Scritti pubblicati in francese
- Méditation de l'Heure Sainte, prima edizione 1912
- Pensées pour la suite des jours, prima edizione 1923
- Les intermèdes de Talloires, 1924
- La Messe byzantine dite de St-Jean Chrysostome, 1924
- La visite des pauvres, prima edizione 1923
- Roseau d'Or (Chroniques – 8 volumi), una raccolta di pensieri come le  Pensées pour la suite des jours), 1928
- La Sainte Vierge et le Saint Sacrement, 1929
- Vigile (4 specificazioni), una raccolta di pensieri (come le Pensées pour la suite des jours), 1930
- La femme adultère, mystere évangélique, pièce de théâtre, 1931
- La souffrance, prima edizione 1932
- La Liturgie du prochain, prima edizione 1932
- La Présence de Dieu, prima edizione 1932
- Derniers témoignages [par] Mgr Vladimir Ghika. Présentés par Yvonne Estienne, 1970, pubblicazione postuma che raccoglie vari altri pensieri inediti

### Scritti pubblicati in rumeno
- Sfânta Fecioară și Sfântul Sacrament. Discursul rostit de mons. Ghika în noiembrie 1928 la deschiderea Congresului Euharistic de la Sydney, Australia (traduzione)
- Femeia adulteră. Mister evanghelic cuprinzand un prolog, un act, un epilog. Pieasă teatrală (traduzione)
- Gânduri pentru zilele ce vin (traduzione di Doina Cornea), Editura Dacia, Cluj, 1995
- Convorbiri spirituale (traduzione)
- Interludiile din Talloires (traduzione)
- Ultimele mărturii, Vladimir Ghika, pref. Yvonne Estienne (traduzione di Doina Cornea), Editura Dacia, Cluj, 1997
- Fragmente postume. Texte inedite din arhiva Institutului „Vladimir Ghika” (traduzione di Doina Cornea da documenti inediti), Editura Dacia, Cluj, 2003

### In italiano
- Anca Mărtinaș, Vladimir Ghika. Il principe mendicante di amore per Cristo, Gorle, Editrice Velar - Editrice ELLEDICI, 2013
- Antonio Maria Sicari, Vladimir Ghika. L'Angelo della Romania, in Id., Il nono libro dei Ritratti di santi, Milano, Jaca Book, 2006
- Jean Daujat, Principe, sacerdote e martire. Vladimir Ghika, Padova, Edizioni Il Messaggero di Padova, 1996

### In francese e rumeno
- (FR)  Francesca Baltaceanu e Monica Brosteanu, Vladimir Ghika, professeur d'espérance, prefazione di Mgr Philippe Brizard, Cerf, 2013
- (RO)  Francisca Băltăceanu, Andrei Brezianu, Monica Broșteanu, Emanuel Cosmovici, Luc Verly, Vladimir Ghika. Profesor de speranță, préface de Mgr Ioan Robu, București, Editura ARCB, 2013.
- (RO)  Anca Mărtinaș, Vladimir Ghika. Prințul cerșetor de iubire pentru Cristos, București, Editrice Velar, Editura ARCB, 2013
- (RO)  Horia Cosmovici, Monseniorul: amintiri și documente din viața Monseniorului Ghika în România, Târgu Lăpuș, Editura Galaxia Gutenberg, 2011
- (FR)  Charles Molette, Mgr Vladimir Ghika. Prince, prêtre et martyr, Paris, AED, 2007
- (RO)  Horia Cosmovici, Monseniorul: amintiri din viața de apostolat, București, Editura MC, 1996
- (FR)  Hélène Danubia, Prince et martyr, l'apôtre du Danube, Mgr Vladimir Ghika, Paris, Pierre Tequi, 1993
- (FR)  Élisabeth de Miribel, La memoire des silence, Vladimir Ghika 1873-1954, Librarie Artème Fayard, 1987
- (FR)  Yvonne Estienne, Une flamme dans le vitrail. Souvenirs sur Mgr. Ghika, Lyon, Editions Du Chalet, 1963
- (FR)  Susane-Marie Durand, Vladimir Ghika, Prince et Berger, Castermann, 1962
- (FR)  Michel de Galzain, Une âme de feu, monseigneur Vladimir Ghika, Éditions Beauchesne, 1961.
- (FR)  Jean Daujat, L'apôtre du XX-em siècle, Vladimir Ghika, La Palatine-Plon, 1956.
- (FR)  Pierre Gherman, Les Convertis du 20e siècle - Du Palais à l'autel et à la geôle. Le Prince Vladimir Ghika, Bruxelles, 1954.

### Studi
- (RO)  Florina-Aida Bătrînu, „Rugați-vă toți pentru mine...” Monseniorul Vladimir Ghika și martiriul său, București, ARCB, 2013.
- (RO)  *Mihaela Vasiliu, O lumină în întuneric: Monseniorul Vladimir Ghika, București, ARCB, 2012.
- (RO)  *Mihaela Vasiliu, Une lumière dans les ténébres. Mgr Vladimir Ghika, Paris, Cerf, 2011.
- (FR)  Mgr Vladimir Ghika apôtre et martyr. Actes du colloque à la mémoire de Mgr Vladimir Ghika. Octobre 2010, Paris, Paris, ABMVG, 2011.
- (RO)  A trăit și a murit ca un sfânt! Mons. Vladimir Ghika 1873-1954, a cura di Ioan Ciobanu, București, ARCB, 2003.